# Trần Văn Giáp
Trần Văn Giáp (陳文玾, 1898 hay 1902–1973), tự Thúc Ngọc là một học giả Việt Nam thế kỷ 20.

## Tiểu sử
Ông sinh ở Hà Nội nhưng nguyên quán ở Từ Ô, huyện Thanh Miện, Hải Dương. Cha ông là Trần Văn Cận, cử nhân triều nhà Nguyễn nhưng không ra làm quan. Thuở nhỏ Trần Văn Giáp theo nho học. Năm 14 tuổi ông dự thi kỳ thi hương cuối cùng tại Bắc Kỳ. Bốn năm sau ông ra làm việc ở Trường Viễn Đông Bác cổ (École Française d'Extreme-Orient). Năm 1927 ông sang Pháp du học ở École Pratique des Hautes Études à la Sorbonne theo học trong Intistut des Hautes Études Chinoises. Khi về nước năm 1932, ông trở lại làm việc ở Trường Viễn Đông Bác cổ, chuyên về thời đại Trung cổ.
Ông cùng với học giả Hoàng Xuân Hãn và Vũ Hy Trác là người sáng lập Hội Truyền bá Quốc ngữ, theo đó là cuốn Vần quốc ngữ đề xướng học chữ Việt theo phương pháp "i-tờ".
Ông từng làm việc ở Bộ Giáo dục, Ban nghiên cứu Sử - Địa thuộc Vụ Văn học nghệ thuật, Ban nghiên cứu Văn - Sử - Địa (tiền thân của Viện Sử học), nghiên cứu các sách cổ chữ Nho và chữ Nôm, nghỉ hưu năm 1970.
Ông mất ngày 25 tháng 11 năm 1973 tại Hà Nội. Ông được truy tặng Giải thưởng Hồ Chí Minh đợt II về khoa học và công nghệ năm 2001.
Lúc ông mất thì vợ cả và 3 con của ông đang sống trong miền Nam, không ra Bắc được. Hai con trai ông từng là Bộ trưởng trong chính quyền Việt Nam Cộng hòa. Việc tổ chức tang lễ do Bộ trưởng Nguyễn Văn Huyên đảm nhiệm.

## Tác phẩm
- Le Bouddhisme en Annam des origines au XIIIè siècle 1932
- Esquisse d'une histoire du Bouddhisme au Tonkin 1932
- Les chapitres bibliographiques de Lê Quý Đôn et de Phan Huy Chú 1938
- Vần Quốc ngữ 1938
- Lược khảo về khoa cử Việt Nam 1941
- Relation d'une ambassade annamite en Chine au XVIII siècle 1941
- Hán văn trích thái diễn giảng khóa bản 1942 (chữ Nho)
- Hà Nội Viễn Đông khảo cổ học viện hiện tàng Việt Nam Phật điển lược biên 1943 (chữ Nho)
- Lịch sử Trung Quốc 1956
- Lịch sử cận đại Trung Quốc 1956
- Nguyễn Trãi quốc âm thi tập 1957
- Việt sử thông giám cương mục 1957 (dịch cùng với Hoa Bằng và Phạm Trọng Điềm)
- Bích Câu Kỳ ngộ khảo thích 1958
- Lưu Vĩnh Phúc, tướng Cờ Đen 1958
- Vân đài loại ngữ 1962
- Lược truyện các tác gia Việt Nam 1962
- Từ điển tiếng Việt 1967
- Nguyễn Trãi toàn tập 1969
- Phong thổ Hà Bắc 1971
- Tìm hiểu kho sách Hán Nôm
- Ngọc Kiều Lê 1976
- Lược khảo vấn đề chữ Nôm 2002 (Lê Văn Đặng hiệu đính)